# Great Eastern Highway
De Great Eastern Highway is een belangrijke weg in West-Australië. De weg verbindt de hoofdstad Perth met de mijnstad Kalgoorlie.

## Geschiedenis
Delen van de weg zouden reeds in 1867 zijn aangelegd en bestaan hebben uit schijven jarrahhout aangevuld met kalksteen en aarde. Stirling Highway, Guildford Road, Albany Highway en Wanneroo Road werden in de jaren 1860 op dezelfde manier aangelegd. De jarrahschijven werden "Hampton's cheeses" genoemd naar gouverneur John Hampton omdat hij het gebruik ervan had voorgesteld. West-Australië was een strafkolonie in die tijd en de weg werd vermoedelijk door gevangenen aangelegd.
Op 14 april 1938 werden Ascot Road, Guildford Road, York Road, Guildford–Northam Road, Toodyay–Northam Road, Mitchell Avenue, Throsell Road, Sermon Road, Dreyer Road, Goldfields Road, Kalgoorlie Road, Woodward Street en Coolgardie Road officieel tot de Great Eastern Highway samengevoegd. Tegen 1953 was de weg volledig verhard.
In 1988 werd de Great Eastern Highway Bypass in het oosten van Perth geopend om de voorsteden Guildford en Midland te ontlasten. In 2002 werd de Northam Bypass afgewerkt waardoor het verkeer in de residentiële wijken minder hinder van het doorgaand verkeer ondervindt. Er zijn al decennia plannen voor een "Orange Route" om Mundaring, Sawyers Valley en Bakers Hill te ontlasten en om zwaarder wegvervoer mogelijk te maken door de steile Greenmount Hill te ontwijken. De Orange Route dient deel uit te maken van een nationale autoweg tussen Perth en Adelaide.

## Routebeschrijving
De Great Eastern Highway bestaat voor het grootste deel uit de nationale weg 94 en vanaf Coolgardie tot Kalgoorlie uit de alternatieve nationale weg 94.
De weg vertrekt vanop "The Causeway", de brug over de rivier Swan, aan de rand van het Perth Central Business District. Hij loopt vervolgens in noordoostelijke richting door de voorsteden van Perth. Enkele baanvakken binnen de stadsagglomeratie Perth maken deel uit van de nationale ringweg rond Australië. Vervolgens gaat de weg in oostelijke richting de Darling Scarp in. Nabij Greenmount Hill bedraagt de hellingsgraad 7%.
Vanaf Mundaring Weir loopt de autoweg grotendeels parallel met de "Golden Pipeline" die de regio Goldfields van water voorziet. Na The Lakes wordt de weg een tweestrooksweg en loopt in noordoostelijke richting tot Northam. Voorbij Northam gaat het terug in oostelijke richting en doorkruist de weg de regio Wheatbelt van west naar oost. Tweehonderdvijfenzestig kilometer na Northam bereikt de weg Southern Cross waarna de regio Goldfields-Esperance begint. Net na Coolgardie draait de N94 naar het zuiden en wordt de Coolgardie–Esperance Highway. De Great Eastern Highway gaat nog veertig kilometer verder in oostelijke richting, als de alternatieve nationale weg 94, tot in Kalgoorlie. Van Perth tot Kalgoorlie is de Great Eastern Highway bijna zeshonderd kilometer lang.

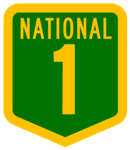
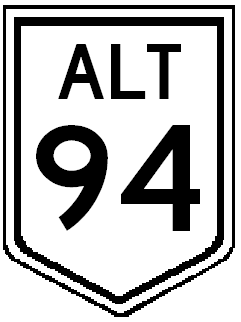